# Drosophila richardsoni
Drosophila richardsoni este o specie de muște din genul Drosophila, familia Drosophilidae, descrisă de Vilela în anul 1983.
Este endemică în Puerto Rico. Conform Catalogue of Life specia Drosophila richardsoni nu are subspecii cunoscute.